# Mitropacup 1982
De Mitropacup 1982 was de 41e editie van deze internationale beker en voorloper van de huidige Europacups.
De opzet van de Mitropacup het seizoen 1981-82 was gelijk aan de voorgaande toernooien van 1979-80 en 1980-81. Deelname van de kampioenen van de Tweede Divisies van de deelnemende landen, ook dit jaar waren dat Italië, Hongarije, Joegoslavië en Tsjechoslowakije.
De vier clubs speelden tussen 20 oktober en 12 mei een volledige competitie en de nummer één was meteen de winnaar van de Mitropacup 1982. AC Milan was dit jaar de gelukkige.
 Wedstrijden 
| Club                 | Land                 | Uitslagen | Land                 | Club                 |
| -------------------- | -------------------- | --------- | -------------------- | -------------------- |
| AC Milan             | Vlag van Italië      | 1-2 , 3-0 | Vlag van Tsjechië    | TJ Vitkovice Ostrava |
| AC Milan             | Vlag van Italië      | 1-1 , 2-1 | Vlag van Joegoslavië | NK Osijek            |
| AC Milan             | Vlag van Italië      | 2-0 , 1-0 | Vlag van Hongarije   | Szombathelyi Haladás |
| TJ Vitkovice Ostrava | Vlag van Tsjechië    | 0-0 , 1-0 | Vlag van Joegoslavië | NK Osijek            |
| TJ Vitkovice Ostrava | Vlag van Tsjechië    | 2-2 , 6-1 | Vlag van Hongarije   | Szombathelyi Haladás |
| NK Osijek            | Vlag van Joegoslavië | 2-4 , 3-0 | Vlag van Hongarije   | Szombathelyi Haladás |

 Klassement 
| Plaats | Club                 | W : w - g - v | Punten | Doelsaldo |
| ------ | -------------------- | ------------- | ------ | --------- |
| 1      | AC Milan             | 6 : 4 - 1 - 1 | 9      | 10 - 4    |
| 2      | TJ Vitkovice Ostrava | 6 : 3 - 2 - 1 | 8      | 11 - 7    |
| 3      | NK Osijek            | 6 : 1 - 2 - 3 | 4      | 7 - 8     |
| 4      | Szombathelyi Haladás | 6 : 1 - 1 - 4 | 3      | 7 - 16    |

1927 · 1928 · 1929 · 1930 · 1931 · 1932 · 1933 · 1934 · 1935 · 1936 · 1937 · 1938 · 1939 · 1940 · 1951 · 1955 · 1956 · 1957 · 1958 · 1959 · 1960 · 1961 · 1962 · 1963 · 1964 · 1965 · 1966 · 1967 · 1968 · 1969 · 1970 · 1971 · 1972 · 1973 · 1974 · 1975 · 1976 · 1977 · 1978 · 1980 · 1981 · 1982 · 1983 · 1984 · 1985 · 1986 · 1987 · 1988 · 1989 · 1990 · 1991 · 1992